# Mitsubishi Heavy Industries Football Club 1974
Questa voce raccoglie le informazioni riguardanti il Mitsubishi Heavy Industries nelle competizioni ufficiali della stagione 1974.

## Stagione
Sostituito in estate Ryūichi Sugiyama con Mitsunori Fujiguchi alla guida del centrocampo, il Mitsubishi Heavy Industries difese fino all'ultimo il proprio titolo di campione del Giappone, perdendolo solo a causa della peggior differenza reti nei confronti dello Yanmar Diesel. Sempre lo Yanmar Diesel impedirà alla squadra di difendere fino in fondo la Coppa dell'Imperatore, sconfiggendola per 2-0 nell'incontro valido per i quarti di finale.

## Rosa
| N. |                     | Ruolo | Calciatore          |
| -- | ------------------- | ----- | ------------------- |
| 1  | Giappone (bandiera) | P     | Kenzō Yokoyama      |
| 2  | Giappone (bandiera) | D     | Kuniya Daini        |
| 3  | Giappone (bandiera) | D     | Yoshio Kikugawa     |
| 4  | Giappone (bandiera) | D     | Katsumi Murakoshi   |
| 5  | Giappone (bandiera) | C     | Hiroshi Ochiai      |
| 6  | Giappone (bandiera) | C     | Takaji Mori         |
| 7  | Giappone (bandiera) | A     | Kazumi Takada       |
| 8  | Giappone (bandiera) | C     | Michio Ashikaga     |
| 9  | Giappone (bandiera) | A     | Ichirō Hosotani     |
| 10 | Giappone (bandiera) | C     | Kenji Okubo         |
| 11 | Giappone (bandiera) | C     | Mitsunori Fujiguchi |
| 12 | Giappone (bandiera) | D     | Shigeru Sato        |

| N. |                     | Ruolo | Calciatore          |
| -- | ------------------- | ----- | ------------------- |
| 13 | Giappone (bandiera) | D     | Kazuo Saitō         |
| 15 | Giappone (bandiera) | D     | Minoru Seishi       |
| 16 | Giappone (bandiera) | D     | Takao Hirano        |
| 17 | Giappone (bandiera) | A     | Yoshikazu Nakanishi |
| 18 | Giappone (bandiera) | C     | Yoshitaka Takahashi |
| 19 | Giappone (bandiera) | D     | Eiichi Otani        |
|    | Giappone (bandiera) | P     | Mitsuhisa Taguchi   |
|    | Giappone (bandiera) | D     | Tadao Ōnishi        |
|    | Giappone (bandiera) | D     | Hisao Suzuki        |
|    | Giappone (bandiera) | C     | Masatoshi Matsunaga |
|    | Giappone (bandiera) | A     | Hisao Sekiguchi     |

## Statistiche

### Statistiche di squadra
| Competizione          | Punti | Totale | Totale | Totale | Totale | Totale | Totale | DR  |
| Competizione          | Punti | G      | V      | N      | P      | Gf     | Gs     | DR  |
| --------------------- | ----- | ------ | ------ | ------ | ------ | ------ | ------ | --- |
| Japan Soccer League   | 25    | 18     | 11     | 3      | 4      | 37     | 18     | +19 |
| Coppa dell'Imperatore | -     | 3      | 2      | 0      | 1      | 4      | 4      | 0   |
| Totale                |       | 21     | 13     | 3      | 5      | 41     | 22     | +19 |

### Statistiche dei giocatori
| Giocatore | JSL Division 1 | JSL Division 1 | JSL Division 1 | JSL Division 1 |
| Giocatore | Presenze       | Reti           | Ammonizioni    | Espulsioni     |
| --------- | -------------- | -------------- | -------------- | -------------- |
| Ashikaga  | 18             | 5              | -              | -              |
| Daini     | 17             | -              | -              | -              |
| Fujiguchi | 15             | 7              | -              | -              |
| Hosotani  | 15             | 5              | -              | -              |
| Kikugawa  | 10             | -              | -              | -              |
| Mori      | 18             | 8              | -              | -              |
| Ochiai    | 18             | 2              | -              | -              |
| Onishi    | 2              | -              | -              | -              |
| Saito     | 15             | -              | -              | -              |
| Sekiguchi | 1              | -              | -              | -              |
| Takada    | 18             | 3              | -              | -              |
| Yokoyama  | 18             | -              | -              | -              |